# Баблер рудогорлий
Ба́блер рудогорлий (Sterrhoptilus capitalis) — вид горобцеподібних птахів родини окулярникових (Zosteropidae). Ендемік Філіппін.

## Опис
Довжина птаха становить 14-15 см. Голова і горло іржасто-рудуваті. Верхня частина тіла сіро-коричнева, нижня частина тіла білувата. Голова і верхня частина тіла сильно поцятковані білими смужками.

## Підвиди
Виділяють три підвиди:
- S. c. capitalis (Tweeddale, 1877) — острів Дінагат;
- S. c. euroaustralis (Parkes, 1988) — острів Мінданао (за винятком півострова Замбоанга);
- S. c. isabelae (Parkes, 1963) — півострів Замбоанга і острів Басілан.

## Поширення і екологія
Рудогорлі баблери мешкають на півдні Філіппін. Вони живуть у вологих рівнинних тропічних лісах. Зустрічаються поодинці або парами, на висоті до 1100 м над рівнем моря. Іноді приєднуються до змішаних зграй птахів. Живляться безхребетними і плодами.